# Christian Klar
Christian Klar, född 20 maj 1952 i Freiburg im Breisgau, var en tysk medlem av den så kallade andra generationen av Röda armé-fraktionen (RAF).
Klar började engagera sig för RAF-fångarnas situation i tyska fängelser i mitten av 1970-talet och kom snart själv in i RAF:s inre kretsar och blev själv RAF-medlem. Klar avancerade snabbt till att bli en ledare inom den andra generationen av RAF tillsammans med Brigitte Mohnhaupt. Han var under lång tid den mest efterspanade RAF-medlemmen och blev känd för sin förmåga att byta skepnad för att undkomma polisen. Han blev även känd för att oblygt lämna fingeravtryck efter sig. 
Klar greps av västtysk polis utanför Hamburg i november 1982 och dömdes 1985 till livstids fängelse för bland annat mord. Han satt internerad på anstalten Bruchsal i nordvästra Baden-Württemberg.
Klar dömdes för delaktighet i morden på riksåklagaren Siegfried Buback, bankchefen Jürgen Ponto och arbetsgivarföreningens chef Hanns-Martin Schleyer, alla begångna 1977.
Christian Klar fick i maj 2007 sin nådeansökan avslagen av Horst Köhler. I januari 2009 frigavs Klar villkorligt efter 26 år i fängelset.